# We Love Katamari
We Love Katamari (Estilizado como We ♥️ Katamari) é um videogame de ação e quebra-cabeça em terceira pessoa de 2005 desenvolvido e publicado pela Namco para o PlayStation 2. É a sequência do sucesso de 2004, Katamari Damacy. O jogador controla um personagem diminuto chamado Príncipe enquanto ele rola uma bola adesiva chamada "katamari" para coletar objetos cada vez maiores, que vão de moedas a lápis e edifícios, a fim de construir estrelas conforme ordenado por seu pai, o Rei de Todo o Cosmos.
O criador de Katamari Damacy, Keita Takahashi, se opôs à ideia de uma sequência, pois acreditava que o foco da indústria de videogames nas sequências era prejudicial à criatividade dos funcionários. Ele concordou em dirigir We Love Katamari quando os executivos da Namco declararam que continuariam o desenvolvimento com ou sem sua contribuição. O jogo recebeu um orçamento e uma equipe maiores em comparação ao original, com Takahashi liderando uma equipe de 30 funcionários para criá-lo. We Love Katamari tem como tema o fan service como uma resposta ao apoio significativo dos fãs a Katamari Damacy. Takahashi determinou que ele precisava manter o espírito de seu antecessor e ao mesmo tempo se sentir novo e renovado.
Os críticos gostaram de We Love Katamari por manter intacto o estilo de Katamari Damacy, como sua jogabilidade única, visuais fortemente estilizados e trilha sonora. Suas novas adições, como modos multijogador e objetivos de nível adicionais, também foram recebidas com elogios. Alguns acreditavam que o jogo não parecia o salto criativo do original e que suas novas ideias não mudaram muito no geral. Foi o único outro jogo Katamari a ter o envolvimento de Takahashi, e foi seguido por Me & My Katamari no final daquele ano.
Uma remasterização, We Love Katamari Reroll+ Royal Reverie, para Nintendo Switch, PlayStation 4, PlayStation 5, Windows, Xbox One e Xbox Series X/S, foi lançada em 2 de junho de 2023.

## Jogabilidade

O príncipe com seu katamari em uma cidade.

Em We Love Katamari, o jogador controla o Príncipe, o filho de 5 centímetros de altura da entidade divina Rei de Todo o Cosmos, que rola em torno de um "katamari", uma bola mágica que faz com que objetos menores do que ela se prendam. O jogador movimenta o Príncipe ao longo de cada nível, coletando objetos para cumprir os objetivos traçados por seu pai. Coletar um certo número de objetos faz com que o katamari aumente de tamanho, permitindo que ele pegue objetos maiores que não poderiam ser enrolados antes. Os objetos variam desde objetos domésticos, como moedas, lápis e dados, até objetos maiores, como edifícios, montanhas e nuvens. Se o Katamari colidir com um objeto em movimento ou com uma parede, os objetos presos ao Katamari cairão e diminuirão seu tamanho. Rolar contra uma parede permite ao jogador Katamari "escalá-la" para alcançar áreas mais altas.
We Love Katamari difere de seu antecessor em seu design de níveis. O modo de jogo padrão é "Make A Star", onde o katamari deve crescer até um tamanho específico determinado pelo Rei. Novos modos de jogo incluem tornar o katamari o maior possível com um número limitado de objetos, enrolar neve para criar a cabeça de um boneco de neve, coletar crianças e entregá-las em uma escola, e usar um lutador de sumô para rolar comida. itens para ganhar massa corporal. Completar missões desbloqueia uma versão alternativa do nível que apresenta um novo objetivo. Na maioria das missões, os jogadores podem encontrar um primo do Príncipe que, quando enrolado, pode ser selecionado como personagem jogável. Existem também itens conhecidos como “presentes reais” que desbloqueiam roupas que o Príncipe e seus primos podem usar. Está disponível um modo cooperativo para dois jogadores, onde cada jogador controla metade do katamari e deve trabalhar em conjunto para enrolar objetos, bem como um modo "Batalha" onde os jogadores competem entre si para enrolar mais objetos que seu oponente.

## Trama
A primeira história do jogo é uma história autorreferencial de como o Rei de Todo o Cosmos está reagindo ao sucesso inesperado de Katamari Damacy. Depois de completar seu objetivo de recriar as estrelas no céu, o Rei de Todo o Cosmos ficou surpreso ao descobrir que tinha muitos fãs na Terra. O  Rei procura ajudar a realizar os desejos de seus fãs - com a ajuda de seu filho e dos primos de seu filho, que novamente viajam pela Terra, enrolando coisas em um Katamari.
A segunda história conta a vida do Rei de Todo o Cosmos antes de se tornar Rei. Seu pai sempre incentivou o filho a ir mais longe e puniu o futuro rei sempre que ele falhava em uma tarefa. Em sua juventude, ele foi boxeador. Depois de perder o primeiro lugar em um torneio de boxe, o Imperador, decepcionado, joga no rio o troféu de segundo lugar de seu filho. Em algum momento não revelado, após uma discussão sobre um bolo de morango, o futuro King foge de casa e se envolve em brigas com punks de rua que, em uma briga, cortam a frente de seu Pompadour. O abatido futuro rei esbarra em uma mulher e eles se apaixonam à primeira vista.
O pai do futuro rei dá palestras. Frustrado e com raiva, o filho ataca, derrubando o pai no chão. O rei vai embora sem mais disputas, confundindo o futuro rei. Mais tarde naquela noite, o futuro rei vê seu pai imerso em pensamentos, olhando para o troféu de boxe do segundo lugar. Relembrando o incidente de sua infância e imaginando seu pai pescando o troféu no rio, ele percebe o amor subjacente ao exterior severo de seu pai todos esses anos. Ele irrompe na sala, chorando, e se ajoelha diante do pai para implorar perdão. O pai coloca a mão na cabeça do filho e apoia o relacionamento do futuro rei com sua futura esposa. Após esta reconciliação, tudo fica bem entre o Imperador, o filho e sua noiva. Mas logo depois, o Imperador adoece. O Imperador coroa seu filho como o novo Rei de Todo o Cosmos e desmaia logo depois.
Mais tarde, não revelado, o rei é agora um homem adulto, andando de um lado para o outro em uma sala de espera. De repente, ele ouve o som de um bebê chorando na sala de parto, enquanto corre para investigar, e uma enfermeira aparece na porta para chamá-lo. Mais tarde, o Rei e a Rainha são mostrados olhando alegremente para seu filho, o Príncipe de Todo o Cosmos, recém-nascido e enrolado em um cobertor, personagem que o jogador controla durante o jogo.

## Desenvolvimento

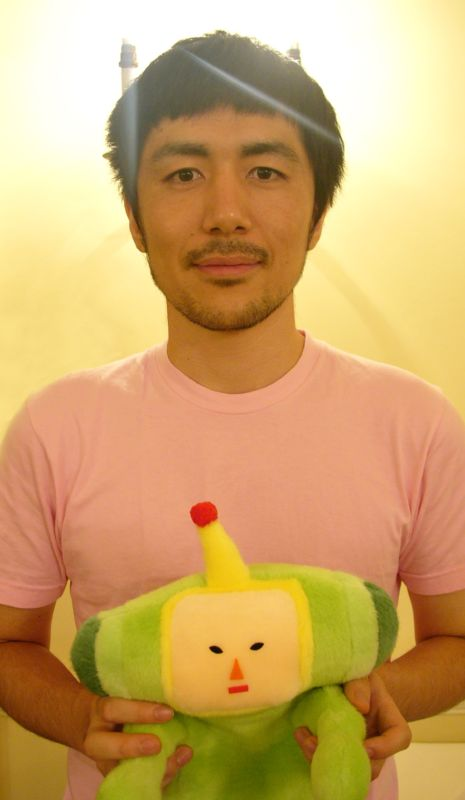
O criador de Katamari, Keita Takahashi, em 2005

A Namco anunciou We Love Katamari em abril de 2005. Foi demonstrado na Electronic Entertainment Expo (E3) daquele ano, onde obteve recepção favorável dos participantes. Takahashi se opôs à ideia de criar uma sequência para Katamari Damacy, pois acreditava que a indústria dependia fortemente de sequências que limitavam a criatividade e o que os desenvolvedores poderiam implementar em seus jogos. A Namco já começou a trabalhar na continuação de Katamari na forma de uma versão com tema natalino do original, sem o envolvimento de Takahashi. Quando descobriu a existência do projeto, os executivos afirmaram que o desenvolvimento da sequência continuaria com ou sem sua contribuição. Em resposta, Takahashi concordou em dirigir a sequência, provisoriamente intitulada Katamari Damacy 2.
Takahashi escolheu o tema da sequência em torno do fornecimento de fan service como uma resposta ao apoio significativo dos fãs ao Katamari Damacy original. Isso resultou da reclamação de Takahashi em definir jogos com métodos tradicionais, como exibir descrições de produtos na capa da capa. A equipe de desenvolvimento escolheu nomear a sequência We Love Katamari em referência a este conceito, bem como à estrutura de níveis focada em atender pedidos de fãs fictícios. Takahashi observou que tais conceitos teriam sido impossíveis de implementar em Katamari Damacy por ser um projeto original. We Love Katamari foi projetado em uma escala maior em comparação com o primeiro jogo e possuía uma equipe de desenvolvimento maior de 30 pessoas. Takahashi determinou que deveria manter o espírito de Katamari Damacy e ao mesmo tempo se sentir novo.
Como no primeiro jogo, We Love Katamari raramente tenta o realismo, concentrando-se fortemente em personagens e ambientes que são fortemente estilizados e de natureza bizarra. Esse absurdo foi transferido para a história, que Takahashi escreveu como sendo uma história autorreferencial sobre os personagens sabendo e falando sobre eles estarem em um jogo. Os modos multijogador foram originalmente criados para Katamari Damacy, mas tiveram que ser cortados devido a limitações de tempo. Takahashi e a equipe de desenvolvimento criaram esses modos porque incentivavam o trabalho em equipe e davam aos jogadores uma sensação de realização.

## Lançamento
O jogo foi lançado no Japão em 7 de julho de 2005 como Minna Daisuki Katamari Damacy (Todo Mundo Ama Katamari Damacy); sua arte de capa, apresentando a equipe de desenvolvimento torcendo do lado de fora da sede da Namco em Yaguchi, Ōta, foi criada para enfatizar ainda mais sua centralização no fan service. Foi lançado na América do Norte em 20 de setembro de 2005 e na Europa em 2 de fevereiro de 2006; o lançamento europeu foi publicado pela Electronic Arts. A Namco Bandai Games relançou o jogo no Japão em 8 de junho de 2006 sob a linha de títulos de orçamento The Best para PlayStation 2.
Desenvolvido pela Monkeycraft, uma remasterização de We Love Katamari, intitulada We Love Katamari Reroll+ Royale Reverie, foi lançada para Nintendo Switch, PlayStation 4 e 5, Windows, Xbox One e Series X/S, em 2 de junho de 2023. A remasterização oferece suporte a resoluções de alta definição e outras melhorias de qualidade.

## Recepção
We Love Katamari teve uma recepção positiva após o lançamento. O Metacritic deu 86 de 100. Vendeu mais de 116.000 cópias no Japão até o final de 2005. The Sydney Morning Herald elogiou o jogo, afirmando que "a maneira como a escala muda perfeitamente é incrivelmente astuta, com áreas se tornando acessíveis e posteriormente fora dos limites novamente de acordo com o tamanho de seu orbe incrustado de destroços". The Times deu uma crítica favorável e afirmou que "o que é mais importante sobre We Love Katamari é que ele representa um movimento no qual a Electronic Arts, a maior editora de jogos do mundo, está preparada para lançar um título que é novo, divertido e, em última análise, original".
Tanto a GamePro quanto a Game Informer elogiaram o modo cooperativo introduzido no jogo, observando que demorou um pouco para se acostumar, mas que o jogo era tão polido e divertido quanto o modo single-player. A GameSpot também observou que pode levar algum tempo para se acostumar com o modo cooperativo, mas pode ser um ótimo gosto adquirido. A IGN, pelo contrário, foi mais crítica em relação ao modo cooperativo e afirmou que não funcionou nada bem.
A música também foi recebida positivamente pela crítica. Game Informer observou que a música era tão artística quanto sua antecessora e achou os cães latindo a música tema brilhante. A GameSpy fez comentários semelhantes afirmando que a música era tão legal quanto sua antecessora, mas com mais valores de produção implementados nela. Eles apreciaram ainda mais a possibilidade de selecionar sua música preferida. A Eurogamer achou que a música era melhor que seu antecessor e notou que as músicas introduzidas anteriormente foram regravadas com uma gama mais ampla de vocais e a adição de peças clássicas. A GameSpot observou que, ao contrário de seu antecessor, a música do jogo é menos focada em cativante e segue em uma direção mais experimental. O X-Play considerou-o um dos melhores que existem, embora o tenha considerado inferior ao seu antecessor.
Embora o jogo tenha sido recebido de forma geral de forma positiva, algumas análises criticam aspectos específicos do jogo. Eurogamer observou que a mecânica não é perfeita, criticando o desequilíbrio de dificuldade entre os níveis. IGN criticou a jogabilidade e afirmou que não era tão atraente quanto o primeiro jogo. IGN elaborou ainda que esperavam mudanças mais criativas na jogabilidade. A GameSpot criticou o modo versus por ter apenas três fases, fazendo com que tenha pouco valor de repetição. X-Play observou que o jogo não ofereceu avanços suficientes em relação ao seu antecessor.
Durante o 9º Prêmio Anual de Realização Interativa, We Love Katamari foi premiado como "Jogo Infantil do Ano" pela Academia de Artes e Ciências Interativas.
De acordo com o Metacritic, We Love Katamari Reroll+ Royal Reverie recebeu "críticas geralmente favoráveis".  